# Berkowitz (Einheit)
Der Berkowitz, auch Berkowetz, war ein russisches Gewichtsmaß und galt als Schiffspfund.
- 1 Berkowitz = 10 Pud = 400 Pfund (russisch) = 38.400 Solotnik = 163,597 Kilogramm
- 3 Berkowitz = 1 Packen = 30 Pud = 1200 Pfund (russisch) = 490,790 Kilogramm[1]